# Ernst Rittershaus
Ernst Ludwig Johann Rittershaus (ur. 27 lutego 1881 w Darmstadt, zm. 10 kwietnia 1945 w Hamburgu) – niemiecki lekarz psychiatra, pisarz (pod pseudonimem Ernst Rauhaus).
Studiował medycynę na Uniwersytecie w Würzburgu i Uniwersytecie w Bonn, tytuł doktora medycyny otrzymał w 1904 roku. W 1904 roku został młodszym asystentem w zakładzie psychiatrycznym (Landesirrenanstalt Philippshospital) w Goddelau (obecnie część Riedstadt), następnie pracował w zakładzie psychiatrycznym w Münster. Od 1907 w klinice psychiatrycznej Uniwersytetu w Erlangen. Od 1909 w Staatskrankenanstalt Friedrichsberg pod Hamburgiem, od 1910 jako ordynator oddziału i kierownik założonej przez siebie pracowni psychologicznej. Podczas I wojny światowej służył jako lekarz wojskowy, prowadził oddział psychiatryczny w Brukseli, od 1916 w zakładzie psychiatrycznym w Tournay. W 1918 roku habilitował się w Hamburgu, od 1920 roku docent prywatny, 28 lipca 1926 roku został mianowany profesorem nadzwyczajnym. Od 1927 lekarz naczelny (leitender Oberarzt) zakładu Friedrichsberg. Między 1934 a 1936 rokiem, po spensjonowaniu profesora Wilhelma Weygandta, był komisarycznym kierownikiem kliniki psychiatrycznej w Hamburgu. Od 6 września 1939 był profesorem nadzwyczajnym psychiatrii i higieny rasowej (Rassenkunde) na Uniwersytecie w Hamburgu. 28 lutego 1942 odszedł z uczelni z powodów zdrowotnych.
Od 1920 do 1933 był członkiem Niemieckiej Partii Ludowej (DVP), po przejęciu władzy przez nazistów zapisał się do NSDAP. Należał do Narodowo-Socjalistycznego Związku Lekarzy Niemieckich (niem. Nationalsozialistischer Deutscher Ärztebund), Narodowo-Socjalistycznego Związku Docentów (Nationalsozialistischer Deutscher Dozentenbund) oraz Izby Kultury Rzeszy.

## Wybrane prace
- Fehldiagnosen bei Carcinom : ein Beitrag zur Statistik der nicht diagnostizierten Krebse. Bonn: Georgi, 1904.
- Psychologische Tatbestandsdiagnostik: Aus d. Irrenanstalt Friedrichsberg (Die sogenannte „Strafuntersuchung d. Zukunft”). Hamburg-Leipzig: Voss, 1912.
- Irrsinn und Presse: Ein Kulturbild. Jena: Fischer, 1913.
- Die klinische Stellung des manisch-depressiven Irreseins unter besonderer Berücksichtigung der Beziehungen zu organischen Gehirnkrankheiten und zur Epilepsie.. J. Springer, 1920
- Die klinische Stellung des manisch-depressiven Irreseins unter besonderer Berücksichtigung der Beziehungen zu organischen Gehirnkrankheiten und zur Epilepsie. Berlin: J. Springer, 1920/1933.
- Die Irrengesetzgebung in Deutschland nebst einer vergleichenden Darstellung des Irrenwesens in Europa: (Für Ärzte, Juristen u. gebildete Laien). Berlin: W. de Gruyter & Co., 1927.
- Die Annahme an Kindesstatt (Adoption): Ein Ratgeber für Pflegeeltern und Behörden. München: J. F. Lehmanns Verl., 1929.
- Konstitution oder Rasse? München: J. F. Lehmanns Verl., 1936.
- Die Rassenseele des deutschen Volkes, ihr Wesen, ihr Wirken und ihre Geschichte im europäischen Raum: Die Rassenfrage in gemeinverständl. Darst. Halle: Marhold, 1937.